# Джозефин Харт
Джозефин Харт (на английски: Josephine Hart) е ирландска театрална продуцентка, телевизионна водеща и авторка на произведения в жанра любовен роман.

## Биография и творчество
Родена в Мълингар, графство Уестмийт, Ирландия на 1 март 1942 г. Баща ѝ е управител на гараж. Когато е на 6 години, умира по-малкият ѝ брат Чарлз; когато е на 16 години, умира по-малката ѝ сестра Шийла от усложнения от менингит, а 6 месеца по-късно и другият ѝ брат Оуен от експлозия при експеримент с химикали. Тя завършва гимназията интернат за музика и драма „Гилдхол“.
През 1964 г. се мести в Лондон, където работи в телепродажбите и учи драма на вечерен курс. Премества се в „Хеймаркет Прес“, където става единствената директорка. През 1972 г. се омъжва за колегата си Пол Бъкли, който също е директор във фирмата. Имат син Адам. Развеждат се през 1983 г. През 1984 г. се омъжва за лорд Морис Саачи, който идва да работи като председател във фирмата и с когото има любовна връзка. Имат син Едуард. Живеят в красив дом в Съсекс, наречен „Олд Хол“.
В края на 1980-те години започва да се занимава с театър, като прави постановки на известни произведения „Домът на Бернарда Алба“ от Федерико Гарсия Лорка. За известно време е водеща на предаване за литература в телевизия „Темза“.
В началото на 1990-те започва да пише роман. Показва го на приятели, те я подкрепят и съдействат за публикуването му. Първият ѝ роман „Фатален жребий“ излиза през 1991 г. и разказва историята за министър на средна възраст, който е еротично обсебен от приятелката на сина си. Книгата веднага става бестселър, постига значителен критичен и търговски успех и е издадена в над 5 милиона броя по света. През 1992 г. е екранизирана от Луи Мал във филма „Щети“ с участието на Джеръми Айрънс, Жулиет Бинош и Миранда Ричардсън.
Следващите ѝ произведения не са така успешни, защото тя не пише с цел книгата ѝ да стане бестселър, а да отрази нейната чуственост и първични теми от истинския живот – похот, жестокост, предателство, отмъщение.
Джозефин Харт умира от рак на яйчниците в Лондон, Англия на 2 юни 2011 г.

## Произведения

### Самостоятелни романи
- Damage (1991)
Фаталният жребий, изд.: „Народна култура“, София (1993), прев. Ралица Лалова
- Sin (1992)
Грях, изд. „Коала“ София (1993), прев. Правда Митева
- Oblivion (1995)
- The Stillest Day (1998)
- The Reconstructionist (2001)
- The Truth About Love (2009)

### Сборници
- Words That Burn (2008) – поеми

### Документалистика
- Catching Life By the Throat (2006)
- Life Saving: Why We Need Poetry (2012)

### Филмография
- 1992 Damage – по романа
- 2006 Viaggio segreto – по романа „The Reconstructionist“
- 2008 The Reader – продуцент